# V494 Возничего
V494 Возничего (лат. V494 Aurigae) — одиночная переменная звезда в созвездии Возничего на расстоянии (вычисленном из значения параллакса) приблизительно 2686 световых лет (около 824 парсеков) от Солнца. Видимая звёздная величина звезды — от +15,8m до +10,8m.

## Характеристики
V494 Возничего — красная пульсирующая переменная звезда, мирида (M) спектрального класса M. Эффективная температура — около 3288 K.